# 陳子文 (嘉靖進士)
陳子文（1504年—？），字在中，號于峰，福建福州府閩縣人，民籍，明朝政治人物。

## 生平
嘉靖元年（1522年）壬午科福建鄉試第二十一名舉人。嘉靖八年（1529年）中式己丑科會試第一百七名，登第三甲第一百九十四名進士。初授麻城县知县，擢升户部主事，晋郎中，出为长沙府知府，剿捕巨寇尹大憲，全楚治行第一。丁内艰，服除，補池州府。單車入境，不携带妻子。遷湖广按察司副使，剿撫諸苗，悉降附，以勞瘁卒于官。

## 家族
曾祖陳景；祖父陳誾；父陳䥓，弘治乙卯舉人，历任東陽、贵溪二县教谕，大学士夏言为其門下弟子，升宁波府教授、国子监助教、惠州府通判。母黃氏，封安人。具庆下。兄子元、子亨、子充、弟子言、子亮、子立、子方。